# 上重原
上重原（かみしげはら）は、愛知県知立市にある地名。現行行政地名は上重原1丁目から上重原6丁目。

## 地理
知立市の中央部に位置している。

## 歴史
- 2008年（平成20年）10月31日 - 知立上重原特定土地区画整理事業、上重原1丁目から上重原6丁目を設置[1]。

### 町名の変遷
| 実施後        | 実施年月日                 | 実施前（各町名ともその一部）                                               |
| ------------- | -------------------------- | -------------------------------------------------------------------------- |
| 上重原1丁目   | 2008年（平成20年）10月31日 | 上重原町返萬燈 上重原町腰前 上重原町夕田の各一部                           |
| 上重原2丁目   | 2008年（平成20年）10月31日 | 上重原町城後 上重原町島間 上重原町返萬燈 上重原町夕田 上重原町長篠の各一部 |
| 上重原3丁目   | 2008年（平成20年）10月31日 | 上重原町己ノ池 上重原町野中 上重原町寺内 上重原町城後 上重原町島間の各一部 |
| 上重原4丁目   | 2008年（平成20年）10月31日 | 上重原町野中 上重原町鳥居の各一部                                          |
| 東上重原5丁目 | 2008年（平成20年）10月31日 | 上重原町恩田 上重原町己ノ池 上重原町野中 上重原町寺内の各一部              |
| 東上重原6丁目 | 2008年（平成20年）10月31日 | 上重原町恩田 上重原町己ノ池 上重原町曇りの各一部                           |

## 世帯数と人口
2019年（令和元年）8月1日現在の世帯数と人口は以下の通りである。
| 町丁   | 世帯数  | 人口    |
| ------ | ------- | ------- |
| 上重原 | 653世帯 | 1,478人 |

### 人口の変遷
国勢調査による人口の推移
| 2010年（平成22年） | 1,239人 | [ 6 ] |  |
| 2015年（平成27年） | 1,463人 | [ 7 ] |  |

## 学区
市立小・中学校に通う場合、学区は以下の通りとなる。
| 丁目        | 番・番地等 | 小学校               | 中学校             |
| ----------- | ---------- | -------------------- | ------------------ |
| 上重原1丁目 | 全域       | 知立市立猿渡小学校   | 知立市立知立中学校 |
| 上重原2丁目 | 全域       | 知立市立知立西小学校 | 知立市立知立中学校 |
| 上重原3丁目 | 全域       | 知立市立知立西小学校 | 知立市立知立中学校 |
| 上重原4丁目 | 全域       | 知立市立知立西小学校 | 知立市立知立中学校 |
| 上重原5丁目 | 全域       | 知立市立知立西小学校 | 知立市立知立中学校 |
| 上重原6丁目 | 全域       | 知立市立知立西小学校 | 知立市立知立中学校 |

## 交通
- 国道23号
- 愛知県道51号知立東浦線

## 施設
- JAあいち中央 知立西支店
- 上重原公園

## その他

### 日本郵便
- 郵便番号 : 472-0058[4]（集配局：知立郵便局[9]）。